# 艾沙道尔·辛格
艾沙道尔·曼纽尔·辛格（英語：Isadore Manuel Singer，1924年4月24日—2021年2月11日），生於美國密西根州底特律，数学家，长期担任麻省理工学院的数学系教授。因1962年与英国数学家迈克尔·阿蒂亚合作提出阿蒂亞－辛格指標定理而闻名，该定理奠定了纯粹数学与理论物理学一种新的相互作用。1982年，在担任加州大学伯克利分校教授期间，与陈省身、卡尔文·C·辛格共同创立了美国国家数学科学研究所（MSRI）。

## 生平
1944年取得密歇根大学的本科学位。之后分别于1948年与1950年获得芝加哥大学的硕士与博士学位。他先后在加州大学洛杉矶分校、加州大学伯克利分校和麻省理工学院任教，系麻省理工学院、加州大学伯克利分校荣休教授。
他曾任美国国家科学院科学与公共政策委员会主席，白宫科学委员会的成员 (1982–88)，以及美国国家科学研究委员会成员 (1995–99)。他是美国国家科学院、美国文理科学院以及挪威科學與文學院院士。